# Pokémon

A hivatalos Pokémon logo

A Pokémon cég médiaterméke, amelyet 1996-ban Tadzsiri Szatosi ötlete alapján készítettek. Eredetileg a Game Boy kézi videójáték-konzolra tervezett szerepjátékként indult el. Mára a világ egyik legsikeresebb videójátékává vált. A Pokémon név alatt már készítettek többek közt animét, mangát, gyűjthető kártyát, mozifilmeket is. A termék 2006. február 27-én ünnepelte 10. születésnapját, és 2006 decemberéig megközelítőleg 155 millió példányban kelt el.
A név szóösszerántás az angol pocket monsters (ポケットモンスター; japánosan Poketto Monszutá, ’zsebszörnyek’) szavakból és az angol nyelvből szerkesztett japán címből származik. Az amerikai rövidített kifejezésben é-betűként az e-betű egyedülálló módosítása az angoloktól valójában eö-kiejtésre utal - az angol ABC-ből megszokott - i helyett, miközben valójában nem is tudnak é-betűt használni. Ezt az írást minden ország átvette saját kiejtésekkel, így Magyarországon eredetileg az RTL által valódi é-betű lett belőle. Bár azt követően némelyik mozifilmben hibásan e-betű vagy e-kiejtés lett alkalmazva. A Pokémon név nemcsak a márkát, hanem azt az idáig 1015 különféle kitalált lényt is jelöli, amelyek a márkanév alatt megjelenő videójátékok, az anime és mangák szereplői. A játék jelmondata japánul "Pokémon, elkaplak!" (ポケモンゲットだぜ! = Pokemon Getto Daze!), de az amerikai (és így a magyar) változatban "Szerezd meg mind!" (Gotta catch 'em all!) lett.
A játék alapja lett a Pokémon Go nevű ingyenes okostelefonos játéknak, amelyet a The Pokémon Company dobott piacra. 2016 nyarán a Niantic Labs fejlesztésében iPhone-ra és Androidra jelent meg.

## Összegyűjteni és játszani

Misty az anime sorozat egyik főszereplője, nagy álma, hogy ő legyen az egyik legjobb vízipokémon-mester

A játékban és a többi létező történetben megjelenő Pokémon univerzum lényege az igen népszerű hobbiból, a rovargyűjtésből ered, amit maga a kitaláló, Tadzsiri Szatosi is előszeretettel űzött fiatal korában. A játékosokat pokémonedzőknek hívják, és minden edzőnek két fő célja van (főleg a játékban): összegyűjteni a Pokédexben szereplő összes pokémonfajtát, ami a játékban adott vidéken található; és kiképezni a legerősebb pokémoncsapatot azokból a pokémonokból, amit elkapott, hogy sikeresen szembeszálljon más edzőkkel, és hogy a legjobb pokémonedző legyen, vagyis a pokémonmester. Ez a fajta gyűjtés, edzés, és csatározás minden létező pokémon médiatermékben jelen van, beleértve a videójátékokat, az animét, a manga sorozatot és a Pokémon Gyűjthető Kártyajátékot.
A pokémonok világában, ha egy edző el akar kapni egy általa kiszemelt pokémont, akkor az erre a célra kifejlesztett, és bárki számára elérhető pokélabdát használja. Abban az esetben, ha az elkapni kívánt pokémon nem tud elmenekülni, illetve tovább küzdeni az edző pokémonja ellen, akkor a pokélabda bezárja, ezzel az edző tulajdonává téve a pokémont. Előfordulhat az az eset is, hogy egy adott edző egy másik pokémonját szeretné (valószínűleg tévedésből) elkapni, ám ilyenkor ez nem lehetséges. Kettő, vagy több edzőhöz egy pokémon nem tartozhat. Az edzője kezelheti barátként is a pokémont, ugyanakkor használhatja csak küzdelemre. Ha az edző egy szabadon lévő pokémont kíván elkapni, akkor akármennyi pokémonját ellene küldheti, azonban a küzdelmeknél 1-1 elleni, vagy 2-2 elleni csaták léteznek. A pokémonedző egyszerre hat pokémont tarthat magánál, a többi pokémonja a játékokban egy számítógépes rendszerben, az animében pedig saját vidékének pokémonprofesszoránál (Ash esetében Oak professzornál) vannak. Egy pokémoncsata lényege az ellenfél pokémonjainak kiütése. A játékokban alapértelmezetten fennáll a pokémon lecserélésének lehetősége egy másik pokémonra, de egyes küzdelmekben ez tiltva van (például mint az animében, vagy a Battle Revolutionben egyes Colosseumokban). Abban az esetben, ha egy pokémon kiüt egy másikat, akkor értékes tapasztalatpontokat szerez, ezek gyűjtése szintemelkedéseket tesz lehetővé. A pokémonnak szintemelkedésnél növekedhetnek a küzdelemhez hasznos statisztikai adatai (mint például a támadás, vagy a sebesség), ezzel még erősebbé téve a pokémont. Időről időre a pokémon új támadásokat is megtanulhat, amit a küzdelem során hasznosítani tud. Ezenfelül számos pokémonnak megvan a képessége a továbbfejlődéshez, amikor egy teljesen új pokémonná alakul át az adott pokémon.
Az alapsorozatban és minden egyes játékban, a szereplőknek/játékosoknak fel kell állítaniuk a saját pokémonjaikból álló csapatukat, hogy azokat az edzőket és pokémonjaikat, akiket nem a játékos irányít, le tudják győzni. Minden játékban található egy olyan útvonal, amelyet követve az edző bebarangolhatja az adott vidéket. Összemérheti tudását néhány igen erős edzővel, akiket teremvezetőknek hívnak, és akiket meg kell vernie ahhoz, hogy folytathassa útját. Ha sikeresen nyertesként került ki a küzdelemből, akkor az edző egy teremjelvényt kap. Nyolc darab teremjelvény (Minden játékban és régióban ez az összes, kivéve a 2. generációt!) összegyűjtése után az edző bekerülhet az adott vidék Pokémon Ligájába, ahol négy meglehetősen erős ellenféllel találja szemben magát. Őket az Elit Négyesnek hívják. Miután legyőzte őket, megmérkőzhet a vidék pokémonbajnokával, aki előzőleg már szintén megverte az Elit Négyest. Minden edző, akinek sikerül nyernie ezen a végső összecsapáson, lesz a játék pokémonmestere, ezzel a játék végéhez érve.

## Videójátékok

### Generációk
A Pokémon sorozat első részei a Pocket Monsters Aka és Midori Game Boy játékok voltak Japánban. Ezek a játékok nagyon népszerűnek bizonyultak, így egy feljavított verzió, az Aoi is megjelent, majd Pokémon Red és Blue verziókként újraprogramozták és kiadták Amerikában és Európában. Európában 1999-ben jelent meg az első két Pokémon játék. Az eredeti Red és Green verziók csak Japánban jelentek meg. ezután egy másik feljavított változat, a Pokémon Yellow: Special Pikachu Edition is megjelent. A játék képes volt a Game Boy Color színpalettájának használatára és a szereplők úgy néztek ki, mint a népszerű animeváltozatban. Az első generáció játékai 151 pokémont mutattak be, a National Pokédex listája szerint, Bulbasaur-tól Mew-ig). Ezek a játékok a kitalált Kanto régióban játszódtak, bár ez a megnevezés a régióra csak a második generáció óta szerepel a Pokémon videójátékokban.
A Pokémon videójátékok második generációja a Pokémon Gold és Silver Game Boy Color játékokkal kezdődött. A két új játék Európában 2001-ben jelent meg. Az előző generációhoz hasonlóan ezekhez is megjelent egy harmadik, bővített változat Pokémon Crystal címen. A második generációs videójátékokban száz új pokémont ismerhetünk meg (Chikoritától Celebi-ig), 251-re kiegészítve a cserélhető lények listáját. Megjelent egy hordozható játékgép is, melyet Pokémon mininek hívtak és Japánban 2001 decemberében, Európában és az Egyesült Államokban 2002-ben adtak ki.
A Pokémon a Pokémon Ruby és Sapphire verziók 2003-as megjelenésével a harmadik generációjába lépett. Ezek a játékok a Game Boy Advance konzolra jelentek meg és 2004-ben a Pokémon Red és Blue verziók felújított változatai, a Pokémon FireRed és LeafGreen verziók követték őket. Az előző generációkhoz hasonlóan a Ruby és Sapphire verzióknak is megjelent a bővített változatuk, a Pokémon Emerald verzió, 2005 telén. A játékokban 135 új pokémon szerepel (Treecko-tól Deoxys-ig), így összesen 386 fajra egészült ki a lista. Az előző videójátékokhoz képest sokkal részletesebb grafika, új szabályok, mint például a duplacsata és a pokémonok egyedi különleges képességei (Ability), valamint a Pokémon Versenyek (Pokémon Contests) jellemzik az új generációt. A Pokémon Ruby, Sapphire és Emerald verziók a Hoenn régióban játszódnak. Az új játékokat azonban kritikák érték bizonyos játékmenetbeli elemek eltávolítása miatt. A játékból ki kellett venni a napszakok váltakozását, hogy megelőzzék a belső elem lemerülése miatti mentési problémákat. Ebben a játékban fordul elő először az is, hogy a létező összes pokémon közül csak bizonyos rendelkezésre álló fajokat lehet használni (386 pokémon közül csak 202 található meg a Ruby és Sapphire verziók Hoenn régiójában).
2006-ban Japánban készítették el Nintendo DS-re a Pokémon világ negyedik generációját a Pokémon Diamond and Pearl (Gyémánt és Gyöngy) játékban. A negyedik generáció 107 új pokémon fajt vezetett be (Turtwigtől kezdve Arceus-ig), megnövelve a pokémonok teljes számát 493-ra. A Nintendo DS érintőképernyője új lehetőséget kínált a játék élményének kibővítéséhez, de ez nagy szerepet nem játszott a játékban. Sokkal inkább kihasználta viszont az online többjátékos módot a Nintendo Wi-Fi kapcsolaton keresztül; továbbá a harmadik generációból kimaradt, de itt ismét jelenlévő és átalakított nap-éj rendszert; a harmadik generációból átvett és továbbfejlesztett Pokémon Versenyeket (Pokémon Contests), melyet Szuper Versenyeknek (Pokémon Super Contests) kereszteltek; és ezenfelül az új Sinnoh vidéket barangolhatjuk be. Nagykonzolos játékként az első generációhoz megjelent a Pokémon Stadium (Stadion), a másodikhoz a Stadium 2, a harmadikhoz a Colosseum és az XD: Gale of Darkness (A sötétség vihara), a negyedik generációhoz pedig a Battle Revolution (Harci Forradalom). 2009-ben megjelent a Pokémon Diamond és Pearl játékok átdolgozása, a Pokémon Platinum, továbbá Japánban a Gold / Silver változatok újragondolása, a HeartGold és SoulSilver, mely a Crystal verzióból is tartalmaz történeti elemeket.
Az ötödik generáció szintén a Nintendo DS-re készült, ez volt az első (és eddig egyetlen) példa, hogy két egymást követő generáció fő játékai ugyanarra a rendszerre jelentek meg. Az első játékok a Pokémon Black and White (Fekete és Fehér) voltak, melyek Japánban 2010-ben jelentek meg, ezek már fejlettebb online játékkal rendelkeztek, és a Pokémonok száma 155-tel (Victini-től Genesect-ig) nőtt. Később megjelent a Pokémon Black 2 and White 2, melyek nagyban hasonlítottak az eredeti Black and White-ra, de új egy személyes sztorit tartalmaztak, és használták a 3DS|Nintendo 3DS-re készült Pokémon Dream Radar nevű alkalmazást, mellyel a készülék giroszkópját használva lehet Pokémonokat elkapni. Az ötödik generációban nem volt egy  sem, ebben különbözött a többi, őt körülvevő generációtól. A generáció érdekessége, hogy a pokédexe nem a kezdő pokémonnal, hanem egy legendással, Victini-vel kezdődik, ami egy Pszicho és tűz típusú pokémon.
2013-ban kezdődött meg a 6. generáció a 3DS-en, ez volt az első alkalom, mikor egységes megjelenési dátum volt az egész világon (eddig Japánban hamarabb jelentek meg), első játékai a Pokémon X and Y voltak. Ezek teljesen 3 dimenziós grafikával rendelkeztek, és már a csatákon belül is teljes modellek voltak, és a Pokémonok száma 721 (Chespin-től Volcanion-ig)-re nőtt. Ez mutatta be a Mega Evolution-t (Mega Evolúciót), melynek segítségével harc közben egyes pokémonok képesek ideiglenesen átalakulni. 2014-ben megjelent a Pokémon Omega Ruby and Alpha Sapphire, melyek a 3. generáció fő játékainak remake-jei voltak, felruházva az X és Y elemeivel, és kinézetével.
2016-ba megjelent a 7. generációs pokémonok (Rowlettől Zeraoraig), a legendás pokémonok mellé bekerültek az úgynevezett Ultra Beast (Ultra bestiak), illetve a Z-crystals (Z-kristályok) is.
2019 November 15-én megjelentek a 8. generáció pokémonjai (Grookey-tól Eternatus-ig). Az új generáció játékai a Sword and Shield névre hallgatnak.
2022. Novemberére tervezik bemutatni a 9. generációt, a Pokémon Scarlet-et, és Violet-et, amiknek a kezdőpokémonjai Sprigatito (fű) Fuecoco (tűz) és Quaxly (víz).

### Játékleírás

#### Kezdő pokémonok
Mindegyik régióban, mikor egy gyerek betölti a 10. életévét, a hozzá kijelölt professzortól választhat egy Pokémont, akivel Pokémon utazására elindul. A Pokémon Yellow kivételével (ahol ugyebár Pikachu-t kaptuk alapértelmezetten) mindig három Pokémon közül választhatunk, akik a következő három típusból kerülnek ki: Fű, Tűz és Víz.
1. generáció (Kanto Régió / Oak professzor): Bulbasaur (#1), Charmander (#4), Squirtle (#7), Pikachu (#25) (csak a Pokémon Yellowban)
2. generáció (Johto Régió / Elm professzor): Chikorita (#152), Cyndaquil (#155), Totodile (#158)
3. generáció (Hoenn Régió / Birch professzor): Treecko (#252), Torchic (#255), Mudkip (#258)
4. generáció (Sinnoh Régió / Rowan professzor): Turtwig (#387), Chimchar (#390), Piplup (#393)
5. generáció (Unova Régió / Juniper professzor): Snivy (#495), Tepig (#498), Oshawott (#501)
6. generáció (Kalos régió / Sycamore professzor): Chespin (#650), Fennekin (#653), Froakie (#656)
7. generáció (Alola régió / Kukui professzor): Rowlet (#722), Litten (#725), Popplio (#728)
8. generáció (Galar régió/ Magnolia professzor). Ebben a generációban nem a professzortól hanem az itteni pokemonbajnoktól (Leon) kapjuk meg a kezdő pokemonokat: Grookey (#810), Scorbunny (#813), Sobble (#816)
9. generáció (Paldea régió/ Clavell igazgató) Sprigatito (#899), Fuecoco (#902), Quaxly (#905). (Feltételezett számok)

#### Pokédex (Az animében pokékódex)
A Pokédex egy kitalált, elektronikus eszköz a Pokémon videójátékban és animében. A játékban, amikor egy Pokémont elkapnak, az adatait rögzíti a játékos Pokédexe, az animében és a mangákban viszont egy elektronikus enciklopédia, ami általában magyarázatokat ad. A "Pokédex" szó a Pokémonok listájára is vonatkozik, általában egy bizonyos számozás szerint. A videójátékokban a Pokémon-edzők egy üres eszközt kapnak utazásuk kezdetekor. Az edzőnek ezután ki kell töltenie a Pokédexet. Ehhez találkozni kell minden Pokémonnal és legalább egy rövid időre birtokolnia is kell őket. A játékos láthatja a Pokémonok nevét és képét miután találkozott egy a Pokédexben addig nem szereplő fajjal, jellemzően egy vad Pokémonnal vagy egy másik edzővel folytatott csata során (kivéve a többjátékos módot és a bajnokságokat, mint például a Battle Frontier-beli harcokat). A Pokémon Red és Blue verziókban egyes Pokémonok adatai megjelennek a Pokédexben, miután a játékos látta őket, anélkül, hogy harcolt volna velük, mint például a Szafari előtt található állatkertben. Egy a Game Boy által irányított szereplő is hozzáadhat egy adatot a Pokédexhez, ha elmondja, hogy néz ki az adott Pokémon. Részletesebb információ érhető el a már meglevő fajokról. A Pokédex akkor bővíti ki egy faj adatait, ha a játékos elkap egy Pokémont a vadonban, egy már meglevő egyedet továbbfejleszt, kikeltet egy tojást (a második generációtól fogva), vagy cserél egy másik edzővel (ez lehet egy gép által irányított edző, vagy egy másik játékos). A kibővített információ tartalmazza a Pokémon magasságát, súlyát, fajának megnevezését, és egy rövid jellemzést. Az újabb Pokédexek még részletesebb információkat tartalmaznak, például összehasonlítja a Pokémon méreteit a gazdájáéival vagy élőhely szerint csoportosítja a lényeket (az utóbbi funkció egyelőre még csak a FireRed és a LeafGreen verziókban található meg). A legfrissebb Pokédexek minden felfedezett Pokémonról tudnak információval szolgáltatni. A Pokémon Colosseum és a Pokémon XD: Gale of Darkness című GameCube játékokban Pokémon Digital Assistant (P★DA, magyar jelentése Pokémon Digitális Segéd)található, ami hasonlít egy Pokédexre, de azt is leírja, hogy melyik típus melyik ellen hatásos, és hogy melyik egyed milyen képességekkel rendelkezik.

## Egyéb médiában

### Animesorozat
A Pokémon animesorozat a videójátékok feldolgozása, de nem követi szorosan azok cselekményeit. A Pokémon anime Ash Ketchum utazásait mutatja be, amelyeken barátaival együtt fedezi fel a pokémonok lakta világot. Ash célja, hogy pokémon-mester legyen. Az út során számos pokémonnal és edzővel találkozik.
Kalandozásaik során végigkíséri őket a Rakéta csapat is, akik egy maffiahálózat tagjai. Ezt erősíti a számtalan névtelen rakétacsapat-tag is, illetve a Jessie, James Miau (Meowth) és wobbuffet mellett a másik, konkurens rakéta csapat is, akik olykor feltűnnek az anime során: Butch és Cassidy, mely világos utalás a Butch Cassidy és a Sundance kölyök (Butch Cassidy and the Sundance Kid) című, 1969-es western filmre.

### Mozifilmek
Pokémon: Az első film – Mewtwo visszavág
Pokémon 2000 – Bízz az erőben!
Pokémon 3. – Az öntudatlan betűi
Pokémon 4. – Az időkapu
Pokémon 5. – Új hős születik
Pokémon 6. – Kívánj valamit!
Pokémon 7. – A végzetes Deoxys
Pokémon 8. – Lucario, és Mew rejtélye
Pokémon 9: Pokemon Ranger and the Temple of the Sea
Pokémon 10. – Darkrai felemelkedése
Pokémon 11. – Giratina és az égi harcos
Pokémon 12: Arceus and the Jewel of Life
Pokémon 13: Zoroark Master of Illusions
Pokémon 14: Victini and Reshiram
Pokémon 15: Kyurem vs. the Sword of Justice
Pokémon 16: Genesect and the Legend Awakened
Pokémon 17: Diancie & the Cocoon of Destruction
Pokémon 18: Hoopa and the Clash of Ages
Pokémon 19: Volcanion and the Mechanical Marvel
Pokémon 20: I Choose You!

### Zenei CD-k
Rengeteg zenei CD jelent meg külföldön, de nálunk, Magyarországon csak kettő.
- Pokémon: Szerezd meg mind!
- Pokémon: Utazások Johtoba

Az albumokon Németh Attila és Fehér Adrienn hangja hallható.

### Pokémon gyűjthető kártyák
A Pokémon Trading Card Game egy gyűjthető kártyákkal játszható játék a Pokémon videójátékokhoz hasonló céllal. A csatákban Pokémon-kártyákkal lehet részt venni, mindegyik Pokémonnak különböző gyengepontja és erőssége van. Az ellenfél kártyáját a játékokban szereplő lépésekhez hasonló támadásokkal lehet kiütni, és egy sikeres kiütés után a játékos húzhat egyet a díjkártyák közül (általában három vagy hat szokott lenni). Ha egy játékos felveszi az összes díjkártyát vagy kiüti az ellenfél összes pokémonját akkor nyer. A játékot Észak-Amerikában először a Wizards of the Coast adta ki 1999-ben. Magyarországra nem sokkal az anime és a videójáték hódítása után jutott el, s bár maguk a kártyák angol nyelvűek voltak, a kezdő csomagokhoz magyar nyelvű használati utasítás járt, amin a játék címe Cserebere kártyajátékként volt feltüntetve. Amerikában a Pokémon Ruby és Sapphire Game Boy Advance videójátékok megjelenésével a Nintendo USA kezdte el forgalmazni a kártyákat a Wizards helyett. A "The Expedition" című kiegészítő csomaggal létrejött a Pokémon-e Trading Card Game, amelynek kártyái részben kompatíbilisek voltak a Nintendo e-Reader-rel. Az EX FireRed & LeafGreen megjelenésével megszűnt az e-Trading Card Game gyártása. 1998-ban a Nintendo kiadta a játék Game Boy Color változatát Japánban; Amerikában és Európában 2000-ben jelent meg. A videójátékban az első alapcsomagok és az első két kiegészítő csomag (Jungle és Fossil) kártyáinak digitális másai szerepeltek, de voltak benne exkluzív, csak a Game Boy játékban található kártyák is. A videójáték 2001-es folytatása azonban már csak Japánban jelent meg.

### Manga
Számos Pokémon manga sorozat létezik, ebből négyet angolul is kiadtak a Viz Media gondozásában, hetet pedig Chuang Yi jelentetett meg angol nyelven. A manga leginkább abban különbözik a videójátéktól és az animétől, hogy az edző, bár emiatt elítélték az emberek, de megölhette az ellenfél pokémonját.
Angol nyelven kiadott mangák
- The Electric Tale of Pikachu (japánul Dengeki Pikachu, magyar jelentése Pikachu elektromos története). Sónen manga, Ono Tosihiro készítette. Négy tankóbonból állt, ebből mindegyik külön címmel rendelkezett az Észak-Amerikai és az angol szingapúri fordításokban: The Electric Tale of Pikachu (Pikachu elektromos története), Pikachu Shocks Back (Pikachu visszaráz), Electric Pikachu Boogaloo (Elektromos Pikachu bugalú), és Surf’s Up, Pikachu (Szörfre fel, Pikachu). A sorozat lazán kapcsolódik az animéhez.
- Pokémon Adventures (Pokémon kalandok), Japánban Pocket Monsters SPECIAL. A videójáték alapján készített sónen manga.
- Magical Pokémon Journey (Varázslatos Pokémon utazás) (más néven Pocket Monsters PiPiPi ★ Adventures) című sódzsó manga
- Pikachu Meets the Press (Pikachu találkozik a sajtóval), napilap stílusú képregény; nem jelentette meg Chuang Yi
- Ash & Pikachu, más néven Satoshi to Pikachu; nem jelentette meg a Viz
- Pokémon Gold & Silver; nem jelentette meg a Viz
- Pokémon Ruby-Sapphire és Pokémon Pocket Monsters; nem jelentette meg a Viz
- Pokémon: Jirachi Wish Maker; nem jelentette meg a Viz
- Pokémon: Destiny Deoxys; nem jelentette meg a Viz
- Pokémon: Lucario and the Mystery of Mew (a harmadik, mozifilmből készített manga)
- Pokémon Diamond and Pearl Adventure!

Angolul ki nem adott mangák
- Pokémon Card ni Natta Wake (magyar jelentése Hogyan lettem Pokémon kártya). Kagemaru Himeno, a Trading Card Game egyik rajzolója készítette. Hat kötetes, és mindegyikhez promóciós kártya volt mellékelve. A történetek a Himeno kártyái mögött rejlő munkát mesélik el.
- Pokémon Get da ze!, készítette: Miho Asada
- Pocket Monsters Chamo-Chamo ★ Pretty ♪. Cukirino Jumi készítette. Ő készítette a Magical Pokémon Journey-t is.
- Pokémon Card Master
- Pocket Monsters Emerald Chōsen!! Battle Frontier, készítette: Sigekacu Ihara
- Pocket Monsters Zensho, készítette: Nakamura Szatomi

## Kritikák és ellenérvek

### Rasszizmus
Az Egyesült Államokban kisebb botrányt kavart a Jynx nevű, vicces kinézetű Pokémon. Egy fiatal, pokémonrajongó fiú anyukája figyelt fel rá és rendkívül komoly cikket írt, részletezve, hogy Jynx valójában egy rasszista, feketeellenes, a feketék kigúnyolására szánt jelkép. Lassan szép kis rajongótábor gyűlt köré. Ennek hatására a későbbiekben Jynx kellemes kinézetét átvette egy újraszínezett, erőltetett színösszetétel. Fekete arcát lilára festették, valamint karja feketéről fehérre változott.
Ironikus, hogy az említett fekete anyuka (Carole Boston Weatherford) fiának erőteljesen eltérő véleménye van Jynxről, és Jynx az állítólagos "fekete" fejével a legkedvesebb, legjámborabb és legbarátságosabb természetű Pokémonok közé tartozik. Az anyuka viszont részben elérte, amit akart, ugyanis 252. Ice Cave című részt valóban betiltották, és azokban az országokban ugyancsak nem vetítették ezt a részt, akik Amerikából vették a sorozat részeit.

### Vallás
Számtalan vallási kritikát hallhatunk a Pokémon c. sorozat kapcsán, főként az amerikai kontinensen. A legerősebbet a pokémonok átalakulása (az angol nyelvű fordításban "evolution", japánul しんか (sinka)) váltotta ki, amit Darwin evolúcióelméletéhez kapcsolnak, s ezzel a Biblia tanait cáfolja meg. A pokémonok átalakulása valójában nem evolúció, hiszen nem a természet adta körülmények hatására változnak lassan, hanem egy külső hatásra hirtelen átváltoznak, vagy csak egyszerűen nagyobbak és erősebbek lesznek (Pidgeot például egy nagyobb Pidgey), tehát a pokémonok továbbfejlődése bár valóban hatalmas változásokat okozhat egy pokémon alakjában és természetében, mégis inkább hasonlítható a felnövéshez.

### Állatkínzás
Állatkínzás kapcsán a legmegtámadhatóbb része a pokémonnak az, hogy az állatokat folyamatosan harcba küldik, és ha azok vesztenek, elfáradnak, megsebesülnek, akkor a pokélabdában pihennek. Ha nagyobb sérülés éri, akkor kórházba viszik őket. A pokélabda egy olyan tároló, amelyet ha egy eddig nem befogott Pokémonra dobunk, akkor azt a belőle kijövő lézerfénnyel elkaphatjuk, a Pokélabdába zárva. Ez után a labda összenyomásával lecsökkenthetjük a méretét. A Pokémon addig ott marad, amíg a gazdája ki nem hívja őket onnan, vagy önszántukból ki nem jönnek onnan. Volt már rá példa, hogy esetenként onnan kijöttek maguktól. Azonban ez nem gyakori.

## Kulturális hatása

All Nippon Airways Boeing 747-400 pokémonos mintával

A Pokémon franchise népszerűsége révén kétségtelenül nyomot hagyott a popkultúrán. Maguk a Pokémon-karakterek is a popkultúra ikonjaivá váltak; a képen látható Pokémon-stílusú Boeing 747-400, plüssök, figurák és matricák ezrei és még egy, a japán Nagojában (2005), és Taipeiben (2006) nyílt Pokémon vidámpark is ezt bizonyítja. A Pokémon még az amerikai Time címlapján is megjelent 1999-ben. Egy, a Comedy Central által gyártott műsorban, melynek címe Firka Villa, az egyik szereplő, Ling-Ling egy konkrét Pikachu-paródia. Sok más műsor is, mint a ReBoot, A Simpson család (Thirty Minutes over Tokyo című rész), a South Park, a The Grim Adventures of Billy & Mandy, a Robot Chicken, az All Grown Up! és a Johnny Test mind utalt a Pokémonra, vagy kifigurázta a műsort. A Pokémon ugyancsak szerepelt a VH1 I Love the '90s: Part Deux című műsorában. Bemutattak egy Pokémon Live! című élőszereplős musical színdarabot 2000 végén az Egyesült Államokban. A népszerű Pokémon animén alapult, de sok folytonossági hibával rendelkezett.
2001 novemberében a Nintendo egy Pokémon Center nevű üzletet nyitott New Yorkban, a New York-i Rockefeller Centerben a tokiói és oszakai Pokémon Center boltok mintájára. Az üzletek neve a játék egy fontos épületére utal: A Pokémon Center (Pokémon Központ, japánul ポケモンセンター (Pokemon szentá)) egy fiktív épület, ahol az edzők felgyógyíttathatják elfáradt Pokémonjaikat egy mérkőzés után. A bolt két emeleten árult Pokémon-termékeket, amik gyűjthető pólóktól plüssjátékokig terjedtek. A Pokémon Centerben egy Pokémon Distributing Machine (Pokémon Szétosztó Gép) is működött, amibe bele lehetett helyezni egy Pokémon-játékot. Ily módon egy Pokémon-tojást lehetett küldeni a játékba. Az üzletben Pokémon Trading Card Game játszásához ideális asztalok is voltak, ahol a játékos nemcsak egy másik vásárlóval, hanem a személyzettel is párbajozhatott. A Pokémon Center bezárt, és helyét a Nintendo World Store vette át 2005. május 14-én.

## Fordítás
- Ez a szócikk részben vagy egészben  a   Pokémon című angol Wikipédia-szócikk fordításán alapul.  Az eredeti cikk szerkesztőit annak laptörténete sorolja fel. Ez a jelzés csupán a megfogalmazás eredetét és a szerzői jogokat jelzi, nem szolgál a cikkben szereplő információk forrásmegjelöléseként.